# Крылова, Лариса
Лари́са Крыло́ва (род. 18 октября 1955) — советская легкоатлетка, специалистка по бегу на короткие дистанции. Выступала за сборную СССР по лёгкой атлетике в начале 1980-х годов, чемпионка Всемирной Универсиады в Эдмонтоне, двукратная чемпионка СССР, победительница и призёрка ряда крупных всесоюзных стартов.

## Биография
Лариса Крылова родилась 18 октября 1955 года. Занималась лёгкой атлетикой в Омске под руководством тренера Владимира Петровича Иванова, представляла РСФСР и добровольное спортивное общество «Урожай».
Первого серьёзного успеха на всесоюзном уровне добилась в сезоне 1981 года, когда на чемпионате СССР в Москве одержала победу в индивидуальном беге на 400 метров и в эстафете 4×400 метров.
В 1982 году отметилась победой на всесоюзных соревнованиях в Киеве, установив при этом свой личный рекорд в беге на 400 метров на открытом стадионе — 50,60. Позднее на чемпионате СССР в Киеве стала серебряной призёркой в 400-метровой дисциплине и в эстафете 4×400 метров.
В 1983 году на зимнем чемпионате СССР в Москве на дистанции 400 метров финишировала четвёртой и установила личный рекорд в помещении — 52,97. Будучи студенткой, представляла Советский Союз на Всемирной Универсиаде в Эдмонтоне — в программе эстафеты 4×400 метров вместе с соотечественницами Людмилой Борисовой, Еленой Дидиленко и Марией Пинигиной превзошла всех соперниц и завоевала золотую награду, установив ныне действующий рекорд Универсиад в данной дисциплине — 3:24.97.